# Sven Hagströmer (finansman)
Sven Johan Gösta Barthen Hagströmer, född 30 november 1943 i Solna, är en svensk finansman. Han är son till Gösta Hagströmer.

## Biografi
Sven Hagströmer studerade ekonomi vid Stockholms universitet. Han var portföljförvaltare på Gränges AB 1969–73 och på Investor 1973–80. År 1981 startade han firman Sven Hagströmer Fondkommission AB, som 1990 tillsammans med kompanjonen Mats Qviberg omorganiserades till affärsbanken Hagströmer & Qviberg AB, Denna fick snart namnet HQ Bank. Banken hamnade dock i ekonomiska svårigheter och fick en indragen oktroj 2010. De var till 2012 också huvudägare i Investment AB Öresund.. Han satt i styrelsen för Bilia tillsammans med Mats Qviberg, men avgick 2010. Investment AB Öresund delades 2012 i två företag, i och med att Sven Hagströmer och Mats Qviberg gick skilda vägar som en följd av omständigheterna kring HQ-kraschen. Efter delningen kvarstod Mats Qviberg med familj som huvudägare i Öresund, medan Sven Hagströmer med familj blev huvudägare i det nybildade investmentbolaget Creades. Bland ett flertal styrelseuppdrag är han även ordförande i styrelserna för Creades, Avanza, eWork och Klarna AB.
Sven Hagströmer medverkade som ”drake” och riskkapitalist i den svenska versionen av tv-programmet Draknästet på SVT, där entreprenörer fick chansen att sälja in sin idé till ”drakarna” och på så sätt få riskkapital. Han var där en av dem som gick in i flest finansieringsprojekt och samarbeten, bland annat Storytel  och Lexly. 
Sven Hagströmer, som också är pilot, kraschlandade med sitt sjöflygplan av modellen Cessna 206 i Stockholms skärgård 2014. Planet störtade i vattnet i 110 kilometer i timmen och välte i samband med att Hagströmer skulle landa vid ön Rödlöga utanför Norrtälje. Till följd av kollisionen krossades planets fönster, havsvatten forsade in i cockpit och Sven Hagströmer hängde upp och ner i planet, fastspänd, och ”kämpade för att överleva”. Han räddades efter en och en halv timme. Orsaken till incidenten ska ha varit att han hade glömt att fälla in flygplanshjulen när han skulle landa i vattnet. Efter olyckan beslutade sig Sven Hagströmer för att sluta flyga.
Sven Hagströmer är sedan 1998 huvudman för ätten Hagströmer och blev samma år adelsman vid faderns död.

## Samhällsengagemang
Sven Hagströmer är engagerad i olika sociala projekt. År 2011 grundade han tillsammans med Dilsa Demirbag-Sten och Robert Weil Berättarministeriet, som driver skrivarverkstäder för barn och unga i områden med hög arbetslöshet. År 2013 blev han ledamot i styrelsen för Berättarministeriet. Hagströmer är också engagerad i Arbetsmäklarna på Tensta gymnasium där han hjälper unga studenter att komma i kontakt med näringslivet och få jobb. En del av dem har han anställt på Avanza Bank och han anser att svenska företag är lite för slöa med att ta in personer från andra kulturer. Sven Hagströmer har även gett finansiellt stöd till stiftelsen Läxhjälpen, som erbjuder läxhjälp till elever i socioekonomiskt utsatta områden, däribland Tensta.
Hagströmer är motståndare till euron eftersom han menar att den minskar Riksbankens inflytande över penningpolitiken. Han har varit engagerad i Junilistan, där han satt med i partistyrelsen men valde att lämna partiet efter en tid, då han var emot dess beslut att ställa upp i riksdagsval.
Sven Hagströmer är släkt med Raoul Wallenberg och grundade 2001 Raoul Wallenberg Academy, där han sedan 2013 är vice ordförande. Han är en passionerad boksamlare och grundade 2007 bokförlaget Fri Tanke med bl.a. Christer Sturmark och Björn Ulvaeus.
Hagströmer är engagerad i jämställdhetsfrågor. År 2011 grundade han stiftelsen AllBright för att arbeta för ökad jämställdhet i näringslivet för att kvinnor med flera grupper ska ges större möjlighet till inflytande och karriär. Han är också ledande finansiär av verksamheten.
Hagströmer var en av sommarpratarna i Sveriges Radio 2016. Hagströmer utlovade, i samband med att sommarvärdarna presenterades, ett program om liv och död samt entreprenörskap.
I samband med folkomröstningen om Storbritanniens medlemskap i EU var Sven Hagströmer en uttalad motståndare till ett eventuellt brittiskt EU-utträde. Hagströmer, samt många andra svenska företagsledare, varnade för att ett brittiskt EU-utträde allvarligt skulle skada det svenska näringslivet. När valresultatet presenterats från folkomröstningen och det stod klart att Storbritannien valt att lämna Europeiska unionen sa Sven Hagströmer i en intervju med SvD Näringsliv att han reagerat med ”bestörtning” och att Storbritanniens premiärminister David Cameron ”ställt till det ordentligt” genom att ha ”splittrat sitt parti, Storbritannien och EU samt gjort Storbritannien 10 procent fattigare på bara några timmar”.
Han har även donerat till Stiftelsen Grävfonden, som stöder fortbildning i undersökande journalistik. ”Vi ska inte göra detta för att slippa bli granskade. Nej, vi ska naturligtvis göra detta för att fortsatt bli granskade.
Demokratin är ingen naturlag. Glöm inte det.”

## Utmärkelser
- H. M. Konungens medalj i guld av 12:e storleken (2017) för framstående insatser inom svenskt näringsliv
- 2020 Hedersdoktor i medicin vid Karolinska institutet.[18]
- 2021 Ledamot av Kungliga Ingenjörsvetenskapsakademien